# تبری (اسلام)

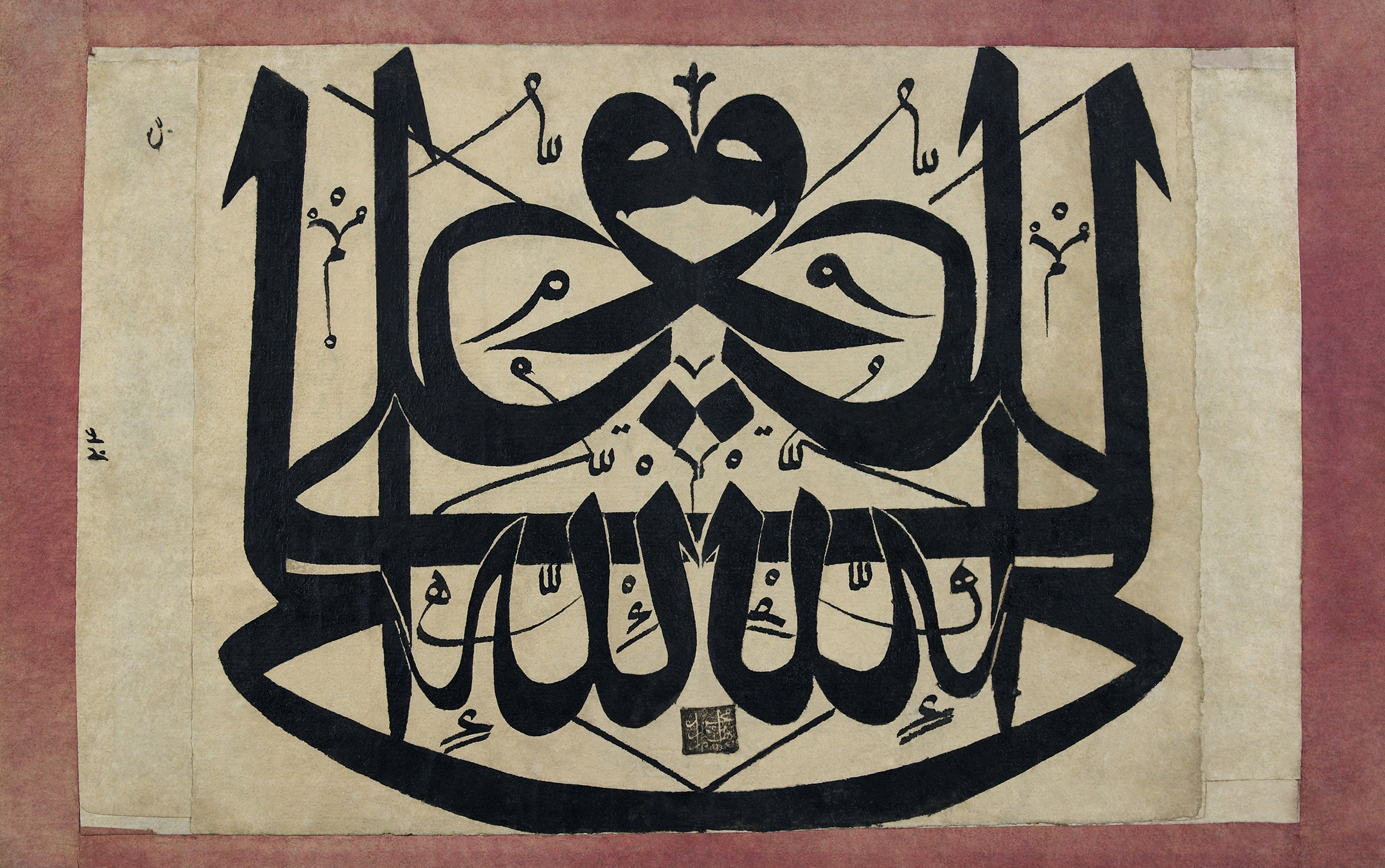
نمونه ای از آیینه نویسی به خط اسلامی. لوها یا تابلوی خوشنویسی عثمانی قرن هجدهم، که عبارت شیعی «علی جانشین خداست» (به عربی: علی ولی‌الله) را در روبه‌رو و عقب نشان می‌دهد و تصویری آینه ای ایجاد می‌کند.

تَبَرّیٖ (به عربی: تَبَرِّیٖ) که به اشتباه تبرّا خوانده می‌شود، یکی از فروع دین اسلام در مذهب شیعه به‌معنای بیزاری و دوری‌جستن و دشمنی‌کردن با دشمنان خدا و دشمنان اهل بیت است.
در مذهب تشیع کسی نمی‌تواند شیعه باشد و به‌همراه محبت اهل بیت، محبت دشمنانشان را هم در دل داشته‌باشد.

در احادیث و روایات شیعه امر بر بیزاری‌جستن و صلح‌نکردن با دشمنان اهل بیت واجب است، و چون از فروع دین است، زمان و مکان ندارد. برای مثال، چند حدیث از روایات شیعه نقل می‌شود:
امام صادق: هیهات دروغ می‌گوید کسی که ادعای دوستی ما را می‌کند اما از دشمنان ما بیزاری نمی‌جوید. (بحارالأنوار، ج۲۷، ص۵۸)
امام رضا: هرکه مخالفان ما را با احترام یاد کند و به آنان کرامت کند، نه او از ماست و نه ما از اوییم. (الشیعه شیخ صدوق)
پیامبر خطاب به امیرالمؤمنین: شیعیان تو بر خط حق و استقامت استوارند و انسی با مخالفانشان ندارند. (اَمالی شیخ صدوق)
درواقع همهٔ موجودات از دو جنبهٔ ستیزه‌جویی و صلح‌طلبی تشکیل شده‌اند و این دو کنار هم معنا و مفهوم پیدا می‌کنند، و هرگز نمی‌شود تبرّی را از دین حذف کرد، چون حلالِ خدا تا قیام قیامت حلال، و حرام خدا تا قیام قیامت حرام است، و اگر کسی چنین کاری را انجام بدهد (یعنی حذف تبرّی)، در واقع دین را تحریف کرده‌است.
البته هیچ‌گاه نباید اظهار تبری، موجب ایجاد فتنه بین مسلمین و به خطر انداختن جان شیعیان در مناطق دیگر که اغلبیت با شیعیان نیست شود.
و هم چنین تبری نباید به گونه‌ای انجام شود که مسلمینی که علاقه به اهل بیت علیهم السلام دارند و زمینه شیعه شدن را دارند، احساس نفرت کرده و به کلی زمینه شیعه شدنشان از بین برود.
کما این که از اهل بیت روایت شده‌است که:
َ حَبِّبُونَا إِلَی النَّاسِ وَ لَا تُبَغِّضُونَا إِلَیْهِمْ.
ما را نزد مردم محبوب کنید و ما را پیش آن‌ها مغضوب نکنید (دعائم الإسلام، ج۱، ص: ۵۷)
و همچنین از امام صادق روایت شده‌است :(الکافی (ط - الإسلامیة)، ج۲، ص: ۲۱۹)
إِیَّاکُمْ أَنْ تَعْمَلُوا عَمَلًا یُعَیِّرُونَّا بِهِ فَإِنَّ وَلَدَ السَّوْءِ یُعَیَّرُ وَالِدُهُ بِعَمَلِهِ کُونُوا لِمَنِ انْقَطَعْتُمْ إِلَیْهِ زَیْناً وَ لَا تَکُونُوا عَلَیْهِ شَیْناً صَلُّوا فِی عَشَائِرِهِمْ وَ عُودُوا مَرْضَاهُمْ وَ اشْهَدُوا جَنَائِزَهُمْ وَ لَا یَسْبِقُونَکُمْ إِلَی شَیْءٍ مِنَ الْخَیْرِ فَأَنْتُمْ أَوْلَی بِهِ مِنْهُمْ وَ اللَّهِ مَا عُبِدَ اللَّهُ بِشَیْءٍ أَحَبَّ إِلَیْهِ مِنَ الْخَبْءِ قُلْتُ وَ مَا الْخَبْءُ قَالَ التَّقِیَّةُ.
ترجمه:مبادا مرتکب کاری شوید که ما را در اثر کار شما سرزنش نمایند، چونان که فرزند بدکاره مایه ننگ پدر می‌شود. شما که از همگان بریده‌اید و به ما پیوسته‌اید، زیور ما باشید نه مایه ننگ: در مساجد آنان نماز بخوانید. به عیادت بیمارانشان بروید. در تشییع جنازه آنان حاضر شوید. آنان در کارهای نیک بر شما سبقت نگیرند، زیرا که شما به کارهای نیک سزاوار ترید. به خدا سوگند که طاعتی بالاتر از استتار نیست. من گفتم: استتار یعنی چه؟ ابو عبد اللَّه گفت:یعنی تقیه.
لذا به نظر می‌رسد شیعیان وظیفه دارند که در عین حفظ عقیدهٔ محترم خود مبنی بر تبری، در ابراز آن بسیار عاقلانه و محتاط عمل کنند تا از شیعه شدن و علاقهٔ مسلمینِ مستضعفِ جهان به اهل بیت علیهم السلام جلوگیری نشود؛ خصوصاً در شرایط کنونی و با وجود امکانات رسانه‌ای که امکان پخش یک مطلب بسیار زیاد شده‌است. مؤید یا دلیل بر این مطلب، حدیثی است موثق از امام صادق که
کُلَّمَا تَقَارَبَ هَذَا الْأَمْرُ کَانَ أَشَدَّ لِلتَّقِیَّةِ. ترجمه: هر چه این امر (ظهور امام زمان) نزدیکتر شود تقیه شدیدتر شود. (الکافی (ط - الإسلامیة)، ج۲، ص: ۲۲۰)